# HTC One M9
De HTC One M9 is een Android-smartphone. De HTC One M9 werd aangekondigd op 1 maart 2015 een dag voor de officiële start van het Mobile World Congress in Barcelona. De HTC One M9 is vanaf 1 april beschikbaar in onder andere Nederland. De HTC One M9 volgt de HTC One M8 op, die overigens nog wel voorlopig in de verkoop blijft.

## Design
Het uiterlijk van de One M9 lijkt sterk op de voorganger met de volledige aluminium behuizing, maar wijkt af op de achterzijde rond de camera. Verder is er een kleurvariant beschikbaar met twee kleuren aluminium: zilver/goud. Verder is de One M9 iets minder breed en minder lang dan de HTC One M8, maar wel iets dikker. De One M9 is verkrijgbaar in grijs, zilver/goud en roze. De plaatsing van de knoppen is ook aangepast, de aan/uit-knop zit nu aan de rechterkant van het toestel. De camera van de HTC One M9 telt 20 megapixels en aan de voorzijde is een 4.0 megapixel Ultrapixel camera geplaatst. Daarnaast is het toestel voorzien van Android 5.0 Lollipop en HTC Sense 7.